# Lindneromyia agarici
Lindneromyia agarici är en tvåvingeart som först beskrevs av David E. Willard 1914.  Lindneromyia agarici ingår i släktet Lindneromyia och familjen svampflugor.
Artens utbredningsområde är Kalifornien. Inga underarter finns listade i Catalogue of Life.